# Archipatrobus flavipes
Archipatrobus flavipes – gatunek chrząszcza z rodziny biegaczowatych i podrodziny Trechinae.
Opisany został w 1864 roku przez Wiktora Moczulskiego, jako Patrobus flavipes.
Imagines osiągają 15 mm długości ciała.

## Rozprzestrzenienie
Chrząszcz ten wykazany został z Chin (Gansu, Hongkong, Jiangsu, Jiangxi, Jilin, Liaoning, Syczuan, Junnan), Japonii (Hokkaido, Honsiu, Sado, Sikoku, Iki), Korei Północnej i Korei Południowej (w tym Cheju-do).